# 小島和宏
小島 和宏（こじま かずひろ、1968年〈昭和43年〉10月 - ）は、日本の編集者、フリーライター。茨城県出身。二松學舍大学文学部卒。

## 略歴
幼い頃からのプロレスファンで、中学・高校生時代は投稿マニアとして様々なプロレス雑誌の投稿ページに原稿を送っていた。
1988年（昭和63年）大学在学中に週刊プロレス（週プロ）編集部にアルバイトとして採用される。
大学卒業後、そのまま発行元であるベースボール・マガジン社に就職。
週プロ在籍時はFMW、全日本女子プロレス、W★ING、みちのくプロレスなどの団体を担当。
特に大仁田厚とは密接な信頼関係を築いており、大仁田番として多くの記事を書き上げた。
1996年(平成8年)8月31日付で、ベースボール・マガジン社を退社、パーフェクTV!（現・スカパーJSAT）にヘッドハンティングされ、FIGHTING TV サムライの立ち上げに参画するが半年で退社。
現在はフリーライターとして活動。
2008年(平成20年)には週プロ時代の思い出を綴った著作『ぼくの週プロ青春記』を上梓（2019年4月、文庫化。解説は長与千種が担当）。
ここ数年は『プロレスデスマッチ血闘録』『女子プロレス60年史』『FMW激闘史』など、古巣のベースボール・マガジン社から出版されるプロレスムックへの寄稿も多く、2015年(平成27年)からは毎年1冊、プロレス関連の書籍をリリースしている。
2008年（平成20年）ごろから『Quick Japan』などでサブカル関連記事を執筆しており、『やりすぎコージー公式パーフェクト・ガイドブック』『ダウンタウンのガキの使いやあらへんで!!公式　絶対に笑ってはいけないキャラクター名鑑』など、お笑い本の編集・執筆も多い。
また特撮映画にも造詣が深く『メカゴジラ解体全書』『平成ゴジラクロニクル』『特撮魂　東宝特撮奮戦記』など書籍・ムックの編集・執筆にも参加。特撮を使用した映画『片腕マシンガール』『デメキング』の劇場用パンフレットにも寄稿。ゴジラ関連のイベントでは出演者やスタッフを相手としたトークショーの司会も担当している。
2011年(平成23年)からはアイドル評論に力を注ぎ『BUBKA』では『AKB48裏ブレイクヒストリー』(『AKB48裏ヒストリー ファン公式教本』と改題して、2013年3月に白夜書房より書籍化)、『ももいろクローバーZ追っかけレポート』などを連載するなど（2014年9月号をもって、3年4か月の長期連載に幕が下ろされた）、週プロ流の技法を駆使した『活字アイドル』を展開。ほかに『Quick Japan』を中心に『デ☆ビュー』『月刊エンタメ』誌などでも、現在のアイドルシーンに言及した記事や、アイドルへのインタビューを多く手がけ、ももいろクローバーZのコンサート会場で販売されている公式パンフレットでは創刊号からメインライター、インタビューアーを務めている。
2013年（平成25年）から、さまざまな出版社で刊行されてきたライブレポート集『ももクロ○○録』シリーズは2018年（平成30年）11月から順次、朝日新聞出版社の「朝日文庫」から文庫化されている。
2020年(令和2年)2月から、ワニブックスが運営するニュースサイト『News Crunch』にて、ももいろクローバーZの妹分・アメフラっシの活動をインタビューと密着ドキュメントで綴る連載『毎週アメフラっシ！』をスタート(毎週火曜日更新)。同年12月には、その連載から派生したフォトブックがワニブックスより発売されている。

## 主な著書
- ぼくの週プロ青春記　90年代プロレス全盛期と、その真実（白夜書房、2008年）
- AKB48裏ヒストリー　ファン公式教本（白夜書房、2013年）
- ももクロ活字録　ももいろクローバーZ公式記者追っかけレポート2011〜2013（白夜書房、2013年）
- 活字アイドル論（白夜書房、2013年）
- 3.11とアイドル〜アイドルと被災地、ふたつの「現場」で目撃した1096日間の「現実」（コア新書、2014年）
- ももクロ見聞録　ももいろクローバーZ公式記者インサイド・レポート2013～2015（SDP、2015年）
- ゴールデン☆スター　飯伏幸太―最強編―（小学館集英社プロダクション、2015年）
- 中年がアイドルオタクでなぜ悪い！（ワニブックス、2016年）
- ももクロ画談録（白夜書房、2016年）※漫画家・所十三との共著
- ももクロ吟遊録　ももいろクローバーZ公式記者インサイド・レポート2015～2016（太田出版、2016年）
- ももクロ×プロレス（ワニブックス、2016年）
- ももクロ独創録　ももいろクローバーZ公式記者インサイド・レポート2016～2017（徳間書店、2017年）
- Negiccoヒストリー　Road to BUDOKAN2003～2011（白夜書房、2017年）
- アイドル×プロレス（ワニブックス、2017年）
- ももクロ無限ロード　ももクロ画談録２（白夜書房、2017年）※漫画家・所十三との共著
- Momoiro CloverZ 10th Anniversary BookⅠ『CHAOS』（朝日新聞出版、2018年）
- Momoiro CloverZ 10th Anniversary BookⅡ『COSMOS』（朝日新聞出版、2018年）
- ももクロ導夢録　ももいろクローバーＺ公式記者インサイド・レポート2017～2018（朝日新聞出版、2018年）
- 誰も知らなかった猪木と武藤　闘魂Ｖスペシャル伝説（メディアックス、2018年）※映画監督・小路谷秀樹との共著
- ももクロ非常識ビジネス学　アイドル界の常識を覆した47の哲学（ワニブックス、2018年）
- ももクロ青春録　ももいろクローバーＺ公式記者インサイド・レポート2018～2019（朝日新聞出版、2019年）
- 憧夢超女大戦　25年目の真実（彩図社、2019年）
- ももクロ春夏秋冬ビジネス学　笑顔の連鎖が止まらない至福の哲学（ワニブックス、2019年）
- ももクロの弁当と平和(ワニブックス、2020年)
- W★ING流れ星伝説 星屑たちのプロレス純情青春録(双葉社、2021年)[1]
- FMWをつくった男たち(2022年、彩図社)[2]
- プロレスとアイドル(太田出版、2024年)[3]